# Antonio Valverde y Cosío
Antonio Valverde y Cosío (Villapresente, España, 1670 – El Paso, España, 1737) fue un destacado empresario y soldado español que se desempeñó como gobernador interino de Santa Fe de Nuevo México en 1716 y, como gobernador interino de 1718 a 1721. Desde junio de 1694 hasta julio de 1697, Valverde sirvió como soldado en Nuevo México. En 1708 fue nombrado concejal de Santa Fe. Dos años después, en 1710, obtuvo el rango de general. En 1712 y 1714, luchó contra los indios jumanos y apaches, que se habían rebelado contra los españoles.  En 1715 Valverde nombrado gobernador interino de Nuevo México. Valverde fue nombrado gobernador interino de Nuevo México en 1716, en sustitución de Félix Martínez. Posteriormente, fue reemplazado en el mismo año por Juan Páez Hurtado, pero recuperó el cargo en 1718.
Durante su segundo gobierno realizó una campaña contra los comanches, e intentó detener la expansión francesa en Nuevo México, para eso realizó la expedición Villasur que terminó en fracaso.

## Biografía

### Primeros años
Antonio Valverde y Cosío nació alrededor de 1670 en Villapresente, Cantabria, España. Se sintió atraído por la Nueva España debido a los diversos intereses comerciales que su familia tenía en la región. Comenzó a trabajar en Sombrerete, porque allí se habían descubierto minerales en 1646. Con el tiempo, él y sus asociados crearon un importante negocio en el área. El éxito de su asociación creció durante los siguientes 24 años. En 1693, Diego de Vargas, gobernador de Nuevo México, reclutó colonos y soldados de Sombrerete, y Valverde decidió unirse a ellos. Finalmente, se convirtió en secretario de Vargas.
Desde junio de 1694 hasta julio de 1697, Valverde sirvió como soldado en Nuevo México, luchando para imponer la autoridad española en Nuevo México y restaurar el dominio español. Durante los dos años siguientes (1694-1696), él y Vargas participaron en la guerra contra los indios pueblo, que se habían rebelado contra la soberanía española en tiempos del gobernador Juan Francisco Treviño. En diciembre de 1695, Valverde fue ascendido a capitán del presidio del Paso del Norte.
Participó en muchas batallas en 1696, incluido la batalla de Acoma. A principios de junio, inició una campaña militar contra los indios Tewa, que había promovido una revuelta de nativos americanos junto con el pueblo Tiwa, Keres y Jemez. Ese mismo año, Valverde sufrió una grave enfermedad y Vargas le dio permiso para viajar a Ciudad de México para recibir tratamiento.
En julio de 1697, Pedro Rodríguez Cubero reemplazó a Vargas como gobernador y presentó denuncias contra Vargas y Valverde. Vargas estuvo preso varios años, pero Valverde no se vio afectado porque estaba en España en ese momento.
Valverde y Juan Bautista de Saldúa compartieron la capitanía del presidio de El Paso, cargo que Valverde ocupó durante el resto de su vida. En 1699, fue nombrado alcalde de El Paso.
Tenía una finca en San Antonio de Padua. Además, controlaba gran parte de la economía de El Paso, junto con el comercio y los negocios en muchas otras partes de Nuevo México. En 1705, se convirtió en teniente general del gobernador Francisco Cuervo y Valdés. En 1708 fue nombrado concejal de Santa Fe. Dos años después, en 1710, obtuvo el rango de general. En 1712 y 1714, luchó contra los indios jumanos y apaches, que se habían rebelado contra los españoles. En 1715 Valverde nombrado gobernador interino de Nuevo México.

### Gobernación
Valverde fue nombrado gobernador interino de Nuevo México en 1716, en sustitución de Félix Martínez. Posteriormente, fue reemplazado en el mismo año por Juan Páez Hurtado, pero recuperó el cargo en 1718.

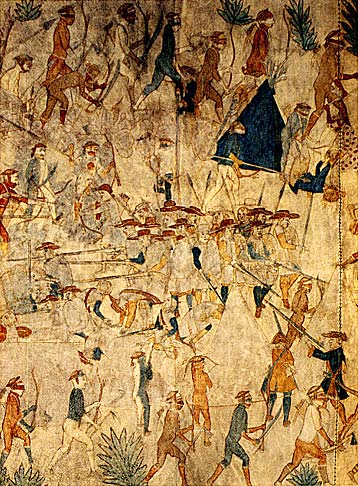
La expedición Villasur rodeada por los pawnee y sus aliados franceses

El virrey Baltasar de Zúñiga le encomendó a Valverde la fundación de una misión en la tierra de los Jicarilla, en el actual Cimarrón, Kansas, para evangelizarlos, así como un presidio en el asentamiento apache de El Cuartelejo, Kansas). Sin embargo, Valverde rechazó temporalmente esta propuesta y decidió organizar una expedición militar para contra los comanches, que estaban atacando los asentamientos de los indios pueblo en Nuevo México. Su fuerza estaba formada por 60 soldados españoles, 45 colonos españoles y, como auxiliares, 465 pueblo y 165 apaches amerindios. Sin embargo, la tropa no logró capturar a los comanches.
En septiembre de 1719 Valverde condujo una tropa a Jicarilla y El Cuartelejo. La tropa estaba compuesta por 100 soldados españoles y unos 500 pueblos amerindios. Cuando Valverde y sus tropas llegaron al río Arkansas en el este de Colorado, uno de los apaches de El Cuartelejo le dijo que los franceses habían establecido cinco asentamientos en dos villas, en territorio pawnee al oeste del río Misuri, "tan grandes como Taos" en Nuevo México. También dijo que los franceses estaban armando a los nativos americanos para luchar contra los españoles. No se encontró con ningún Comanche o Utes durante la expedición. A su regreso a Santa Fe, envió un informe al virrey explicando que los franceses se estaban preparando para ingresar a Nuevo México y que estaban sobornando a las tribus nativas con regalos, incluidos armas de fuego.
El 10 de enero de 1720, el virrey Zúñiga ordenó a Valverde que estableciera una fortificación en El Cuartelejo para evitar la expansión francesa en la zona. Sin embargo, Valverde sugirió al virrey que la tierra de Jicarilla, a solo 40 millas de Santa Fe y con campos cultivados, sería una mejor opción. Observó que los apaches de El Cuartelejo, aliados de los españoles, estaban mucho más distantes de Santa Fe y no tenían suministros, por lo que no podían defenderse adecuadamente de los ataques enemigos; Valverde argumentó que los españoles deberían ayudar a defenderlos. Así, en junio de 1720, Valverde dirigió la expedición de Villasur para frenar la creciente influencia francesa en las Grandes Llanuras y capturar allí a los comerciantes franceses. La expedición de 100 hombres, incluidos muchos amerindios pueblo, viajó a la confluencia del río Loup y el río Platte del Norte en lo que hoy es Nebraska. En Nuevo México, varios cientos de amerindios, en particular de las tribus Pawnee y Otoe, atacaron con armas de fuego, matando a muchos de los exploradores. La expedición terminó en fracaso.
Valverde terminó su mandato en Nuevo México en 1721, cuando el virrey de Nueva España nombró a Juan Estrada de Austria como nuevo gobernador de la provincia.

### Últimos años
Valverde fue acusado de facilitar el asesinato de exploradores a través de la expedición Villasur. Finalmente fue procesado y multado con 200 pesos, pero el procesamiento se llevó a cabo solo después de siete años de investigación. Mientras tanto, Valverde se había convertido nuevamente en un ranchero en El Paso. Vivió allí hasta su muerte en 1737. Fue enterrado en la misión de Guadalupe del Paso.
| Predecesor: Félix Martínez de Torrelaguna | 38.º Gobernador de Nuevo México 1716 a 1716 | Sucesor: Juan Páez Hurtado       |
| Predecesor: Juan Páez Hurtado             | 40.º Gobernador de Nuevo México 1718 a 1721 | Sucesor: Juan Estrada de Austria |

## Vida personal
Valverde se casó con María de Esparza, tuvo varios hijos: Antonia y Juana. También era tío de Juan Domingo Bustamante, quien se convertiría en gobernador del Nuevo México español. Era uno de los hombres más ricos de Nuevo México, con una hacienda que incluía grandes campos de trigo, un molino harinero, un viñedo y una granja con ovejas, vacas, caballos, mulas, cerdos y cabras. También tenía nueve esclavos negros y mulatos y más de 30 trabajadores agrícolas.